# Вількув (Мазовецьке воєводство)
Вількув (пол. Wilków) — село в Польщі, у гміні Лешно Варшавського-Західного повіту Мазовецького воєводства.
Населення — 64 особи (2011).
У 1975-1998 роках село належало до Варшавського воєводства.

## Демографія
Демографічна структура станом на 31 березня 2011 року:
|          | Загалом | Допрацездатний вік | Працездатний вік | Постпрацездатний вік |
| -------- | ------- | ------------------ | ---------------- | -------------------- |
| Чоловіки | 33      | 8                  | 22               | 3                    |
| Жінки    | 31      | 6                  | 22               | 3                    |
| Разом    | 64      | 14                 | 44               | 6                    |